# Hóa chất thực vật
Hóa thực vật (tiếng Anh: Phytochemical), một thuật ngữ tạo bởi tiếp đầu ngữ phyto có nghĩa là thực vật (plant) trong tiếng Hy Lạp và chemical có nghĩa là hóa học, là những hợp chất tự nhiên có sẵn trong các loài thực vật. Một số chịu trách nhiệm cho màu sắc và các thuộc tính cảm quan khác, chẳng hạn như màu tím thẫm của quả việt quất và mùi của tỏi.
Thuật ngữ này tuy thường được sử dụng để chỉ những hợp chất có thể có ý nghĩa sinh học, ví dụ như chất chống oxy hóa, nhưng không được xem như là các chất dinh dưỡng cần thiết cho cơ thể. Chúng có tính chất như thực phẩm chức năng trong việc duy trì và tăng cường sức khỏe con người. Các chất này hiện diện trong rau quả và hoạt động như dược liệu với mục đích ngăn ngừa hoặc điều trị bệnh và bảo vệ cơ thể.
Các nhà khoa học ước tính có khoảng 10000 chất phytochemical khác nhau có khả năng tác động đến các bệnh như ung thư, đột quỵ hoặc hội chứng chuyển hóa.

## Vài Phytochemical tiêu biểu
Ngoài những kiến thức cụ thể về những tác dụng hoặc cấu tạo tế bào của chúng, các phytochemical đã được coi là những loại thuốc thiên niên kỷ. Ví dụ, Hippocrates có thể kê đơn lá cây liễu để trị sốt. Salicin, có đặc tính chống viêm và giảm đau, ban đầu được chiết xuất từ vỏ của cây liễu trắng và sau đó sản xuất tổng hợp đã trở thành thuốc aspirin được bán tại quầy hoặc không kê đơn (over-the-counter - OTC) chủ yếu. Có bằng chứng từ các nghiên cứu phòng thí nghiệm các phytochemiacl trong trái cây và rau có thể làm giảm nguy cơ ung thư, có thể do chất xơ, chất chống oxy hóa polyphenol và tác dụng chống viêm. Phytochemical cụ thể, chẳng hạn như chất xơ lên men, được phép sử dụng theo tuyên bố có giới hạn về sức khỏe bởi Cục quản lý Thực phẩm và Dược phẩm Hoa Kỳ (FDA).
Một loại thuốc điều trị ung thư quan trọng, Taxol (paclitaxel), là một phytochemical ban đầu chiết xuất và tinh chế từ các cây thủy tùng ở Thái Bình Dương.
Một số phytochemical với các đặc tính sinh lý có thể là các nguyên tố hóa học đơn giản chứ không phải là phân tử hữu cơ phức tạp. Ví dụ, chất Selen, một nguyên tố phong phú trong nhiều loại trái cây và rau quả, có liên quan đến những cách thức chuyển hóa chủ yếu trong cơ thể, bao gồm cả quá trình chuyển hóa hoóc môn tuyến giáp và hệ thống miễn dịch. Đặc biệt, nó là một chất dinh dưỡng và đồng yếu tố thiết yếu cho sự tổng hợp enzyme như glutathione, một chất chống oxy hóa nội sinh.

### Thử nghiệm lâm sàng
Hiện tại có rất nhiều hóa chất thực vật trong các thử nghiệm lâm sàng cho một loạt các bệnh. Ví dụ, Lycopene trong cà chua, đã được thử nghiệm trong các nghiên cứu trên người đối với các bệnh tim mạch và ung thư tuyến tiền liệt.
Tuy nhiên những nghiên cứu này đã không đạt được đầy đủ sự đồng thuận mang tính khoa học để kết luận ảnh hưởng đến bất cứ loại bệnh nào. Quan điểm của cục FDA cho rằng: "Vài nghiên cứu khoa học với số lượng rất hạn chế và sơ bộ cho thấy ăn một nửa đến một cốc cà chua và/hoặc nước sốt cà chua một tuần có thể làm giảm nguy cơ ung thư tuyến tiền liệt. Cục thực phẩm và dược  phẩm Hoa Kỳ kết luận rằng có rất ít bằng chứng khoa học ủng hộ cho tuyên bố này."
Tương tự như vậy, mặc dù lutein và zeaxanthin bị nghi ngờ về tác dụng ức chế thoái hóa điểm vàng và đục thủy tinh thể, đã có bằng chứng khoa học đầy đủ từ các thử nghiệm lâm sàng về những tác dụng hoặc yêu cầu sức khỏe cụ thể.

## Bảo tồn phytochemical trong thực phẩm khi chế biến
Mỗi loại phytochemical, thực phẩm khác nhau thì cần những cách chế biến thực phẩm phù hợp để bảo tồn. Đa số các chất phytochemical trong các loại nông sản vừa thu hoạch có thể bị phá hủy hoặc bị loại bỏ bằng các công nghệ chế biến hiện đại như xử lý ở nhiệt độ cao như nấu ăn Vì vậy 
- Các loại thực phẩm chế biến sẵn theo công nghiệp (thực phẩm đóng hộp, bọc) có thể chứa các phytochemical ít hơn và do đó có thể ít có lợi ích hơn so với các loại thực phẩm chưa qua chế biến (thực phẩm tươi ngoài chợ). Sự vắng mặt hoặc thiếu hụt các chất phytochemical trong thực phẩm chế biến sẵn có thể góp phần làm tăng nguy cơ các bệnh truyền nhiễm.[9][10]
- Đa số các thực phẩm chứa phytochemical nên được ăn sống hoặc lấy nước ép sống hơn là nấu chín (luộc) như: củ dền đỏ có chứa betaine, sắc tố betalain, betacyanin, bông cải xanh hấp sơ (lightly steam) tốt hơn nấu chín.

Cũng có ngoại lệ như Lycopene, không những không bị phá hủy,, mà nồng độ càng tăng (cô đặc thêm), giúp cơ thể có thể dễ dàng hấp thu và hoạt tính sinh học xuất hiện  khi đã qua chế biến như nấu cà chua với một ít dầu, hoặc chế biến thành cà chua cô đặc (tomato paste).

## Liên kết
- Phytochemical Database Lưu trữ ngày 3 tháng 3 năm 2016 tại Wayback Machine - United States Department of Agriculture
- Phytochemicals at LPI - Linus Pauling Institute at Oregon State University